# Mistrzostwa Świata w Lekkoatletyce 1987 – sztafeta 4 × 100 m kobiet
Sztafeta 4 × 100 metrów kobiet – jedna z konkurencji biegowych rozgrywanych podczas lekkoatletycznych mistrzostw świata na Stadionie Olimpijskim w Rzymie.
Zwyciężyła sztafeta Stanów Zjednoczonych. Tytułu zdobytego na poprzednich mistrzostwach nie obroniła sztafeta Niemieckiej Republiki Demokratycznej, która tym razem zdobyła srebrny medal. Pierwotnie szóste miejsce zajęła sztafeta Kanady, lecz później jej wynik został unieważniony z powodu dyskwalifikacji Angelli Issajenko za stosowanie dopingu.

## Terminarz
| Data       |            |
| ---------- | ---------- |
| 5 września | Eliminacje |
| 6 września | Finał      |

## Rekordy
|                          | Zawodniczki                                                           | Wynik | Miejsce  | Data                     |
| ------------------------ | --------------------------------------------------------------------- | ----- | -------- | ------------------------ |
| Rekord świata            | NRD · (Silke Gladisch, Sabine Rieger, Ingrid Auerswald, Marlies Göhr) | 41,37 | Canberra | 6 października 1985(dts) |
| Rekord mistrzostw świata | NRD · (Silke Gladisch, Marita Koch, Ingrid Auerswald, Marlies Göhr)   | 41,76 | Helsinki | 10 sierpnia 1983(dts)    |

## Wyniki

### Eliminacje
Rozegrano dwa biegi eliminacyjne. Z każdego biegu trzy najlepsze sztafety automatycznie awansowały do finału (Q). Skład finalistek uzupełniły dwa najszybsze zespoły spośród pozostałych (q).

### Bieg 1
| Poz. | Reprezentacja | Zawodniczki                                                          | Wynik | Uwagi |
| ---- | ------------- | -------------------------------------------------------------------- | ----- | ----- |
| 1    | NRD           | Silke Gladisch, Cornelia Oschkenat, Kerstin Behrendt, Marlies Göhr   | 42,96 | Q     |
| 2    | RFN           | Silke-Beate Knoll, Ulrike Sarvari, Andrea Thomas, Ute Thimm          | 43,32 | Q     |
| 3    | Bułgaria      | Ginka Zagorczewa, Anelija Nunewa, Nadeżda Georgiewa, Walja Demirewa  | 43,50 | q     |
| 4    | Nigeria       | Beatrice Utondu, Tina Iheagwam, Mary Onyali, Falilat Ogunkoya        | 43,95 |       |
| 5    | Ghana         | Mercy Addy, Diana Yankey, Cynthia Quartey, Martha Appiah             | 44,28 |       |
| 2    | Kanada        | Angela Bailey, Angela Phipps, Angella Issajenko, Keturah Anderson    | 43,30 | Q, DQ |
| –    | Brazylia      | Ines Ribeiro, Claudilea dos Santos, Sheila dos Santos, Cleide Amaral | DNS   |       |

### Bieg 2
| Poz. | Reprezentacja     | Zawodniczki                                                            | Wynik | Uwagi |
| ---- | ----------------- | ---------------------------------------------------------------------- | ----- | ----- |
| 1    | Stany Zjednoczone | Alice Brown, Diane Williams, Florence Griffith, Pam Marshall           | 41,96 | Q     |
| 2    | ZSRR              | Iryna Slusar, Natalja Pomoszczikowa, Natalija Herman, Olga Antonowa    | 42,47 | Q     |
| 3    | Kuba              | Eusebia Riquelme, Aliuska López, Susana Armenteros, Liliana Allen      | 43,53 | Q     |
| 4    | Francja           | Françoise Leroux, Marie-Christine Cazier, Laurence Bily, Muriel Leroy  | 43,59 | q     |
| 5    | Wielka Brytania   | Eleanor Cohen, Joan Baptiste, Wendy Hoyte, Paula Dunn                  | 44,21 |       |
| 6    | Włochy            | Anna Rita Angotzi, Patrizia Lombardo, Annarita Balzani, Marisa Masullo | 44,49 |       |
| 7    | Indie             | Ashwini Nachappa, Vandana Shanbagh, Sany Joseph, Vandana Rao           | 46,32 |       |

### Finał
| Poz. | Reprezentacja     | Zawodniczki                                                           | Wynik | Uwagi |
| ---- | ----------------- | --------------------------------------------------------------------- | ----- | ----- |
| 1    | Stany Zjednoczone | Alice Brown, Diane Williams, Florence Griffith, Pam Marshall          | 41,58 | CR    |
| 2    | NRD               | Silke Gladisch, Cornelia Oschkenat, Kerstin Behrendt, Marlies Göhr    | 41,95 |       |
| 3    | ZSRR              | Iryna Slusar, Natalja Pomoszczikowa, Natalija Herman, Olga Antonowa   | 42,33 |       |
| 4    | Bułgaria          | Ginka Zagorczewa, Anelija Nunewa, Nadeżda Georgiewa, Walja Demirewa   | 42,71 |       |
| 5    | RFN               | Silke-Beate Knoll, Ulrike Sarvari, Andrea Thomas, Ute Thimm           | 43,20 |       |
| 6    | Kuba              | Eusebia Riquelme, Aliuska López, Susana Armenteros, Liliana Allen     | 43,66 |       |
| 7    | Francja           | Françoise Leroux, Marie-Christine Cazier, Laurence Bily, Muriel Leroy | 43,75 |       |
| 6    | Kanada            | Angela Bailey, Angela Phipps, Angella Issajenko, Keturah Anderson     | 43,26 | DQ    |